# Авторский замысел
В литературной теории и эстетике намерение автора относится к понятию авторского замысла, закодированного в произведениях данного автора. Авторский интенционализм — это точка зрения, согласно которой авторские замысел должен определять способы правильной интерпретации.

## Литературная теория

### Новая Критика
Основная статья: новая критика
Новая критика, которой поддерживались Клинт Брукс, У. К. Уимзатт, Т. С. Элиот и другие, утверждала, что авторское намерение не имеет отношения к пониманию литературного произведения. Уимзатт и Монро Бердсли утверждают, что "замысел или намерение автора не является ни доступным, ни желательным стандартом для оценки успеха произведения литературного искусства". Автора являются вторичными. Уимсатт и Бердсли считают, что даже детали, касающиеся композиции произведения, целей автора или заложенного автором смысла произведения, которые могут быть найдены в других его рукописях, таких как дневники или письма, являются "частными или индивидуальными и не являются частью произведения как лингвистического факта". Таким образом, они являются вторичными по отношению к строгому взаимодействию искушенного читателя с самим текстом.
Уимзатт и Бердсли делят доказательства, используемые при интерпретации поэзии (хотя их анализ может быть одинаково хорошо применим к любым видам искусства), на три категории:

### Внутренние (или публичные) доказательства
Внутреннее доказательство включает в себя глубокое знание условностей языка и литературы: оно "обнаруживается через семантику и синтаксис стихотворения, через наше привычное знание языка, через грамматику, словари и всю литературу, которая является источником для словарей, вообще через все, что составляет язык и культуру". Анализ произведения искусства, основанный на внутренних доказательствах, не приведет к неудаче в интерпретации.

### Внешние (или частные) доказательства
То, что буквально не содержится в самом произведении, является внешним по отношению к этому произведению, включая все частные или публичные заявления, сделанные художником о произведении искусства в беседах, письмах, дневниках или других источниках. Это доказательство прямо связано с тем, что художник мог бы намереваться сделать, хотя этого и не видно из самой работы. Анализ произведения искусства, основанного на внешних доказательствах, скорее всего, приведет к неудаче в интерпретации.

### Промежуточные доказательства
Третий тип доказательств, промежуточные доказательства, включает в себя " частные или эксклюзивные значения, придаваемые словам или темам автором или группой лиц, членом которой он является. Сюда же входят "история слов" и " биография автора, его употребление какого-либо слова и те ассоциации, которые это слово вызывало у него". Уимзатт и Бердсли настаивают на использовании промежуточных доказательств, а не внешних доказательств в интерпретации литературного произведения, но они признают, что эти два типа доказательств "сливаются друг с другом настолько тонко, что не всегда легко провести границу между ними".
Таким образом, текстовые внутренние доказательства — сами слова и их значения — открыты для литературного анализа. Внешние доказательствальства - все, что не содержится в самом тексте, например высказывания поэта о том стихотворении, которое интерпретируется, — не относятся к литературной критике. Поглощенность авторским замыслом "уводит от стихотворения". По мнению Уимзатта и Бердсли, поэма не принадлежит своему автору, а скорее "отделяется от автора при рождении и идет по миру, а у него нет власти его ни интерпретировать, ни контролировать. Эта поэма теперь принадлежит широкой публике."

### Психоаналитическая критика
Основная статья: Психоаналитическая литературная критика
В психоаналитической критике биография автора и его бессознательное рассматривались как часть текста,и поэтому авторский замысел мог быть сконструирован из художественного текста — хотя этот замысел мог быть и бессознательным.

### Кембриджская Школа Контекстуализма
Основная статья: Кембриджская школа(интеллектуальная история)
Кембриджская школа контекстуальной герменевтики, чья позиция, наиболее подробно разработана Квентином Скиннером, в первую очередь разделяет лингвистическое значение и речевые акты, то есть те вещи, которые оформляют высказывание. Рассмотреть следующее. Как правило, церемония бракосочетания завершается обменом высказываниями "я согласен/на, да". В таком случае произнести "Да" - значит не просто сообщить о своем внутреннем расположении, но совершить действие, а именно вступить в брак. Предполагаемая сила "я согласен/на" в таких обстоятельствах может быть восстановлена только через понимание сложного социального влияния брака. Действительно, понять речевой акт-значит понять, какие условности регулируют его значение. Поскольку данные действия всегда публично понятны — они совершаются самой речью — это не предполагает понимания душевного состояния автора. Задача всегда такова: имея как можно больше контекстуальной информации, можем ли мы установить, какие правила были соблюдены в тексте, и найдя наилучшее объяснение, узнать, каковы были намерения автора.

### Постструктурализм
Основная статья: постструктурализм
В постструктурализме существует множество подходов к авторскому замыслу. Для некоторых теоретиков, восходящих к Жаку Лакану, и в частности к теориям, по-разному называемым écriture féminine, гендер и пол предопределяют способы появления текстов, а сам язык текстуальности потенциально противоречит сознательному намерению автора.

### Марксистская критика
Основная статья: Марксистская литературная критика
Для теоретиков марксистской литературы замысел автора всегда является кодом для определенного набора идеологий в его собственном времени. Для марксистов (особенно Социалистический реализм) авторский замысел проявляется в тексте и должен быть помещен в контекст освобождения и диалектического материализма. Однако теоретики, относившиеся к марксизму, рассматривали авторский замысел гораздо более тонко. Рэймонд Уильямс, например, утверждает, что литературные произведения всегда существуют в контексте возникающих, устойчивых и синтетических идеологических позиций. Замысел автора можно восстановить из текста, но в нем всегда закодировано несколько отдельных позиций. Автор может сознательно отстаивать империю, но скрытым в этом аргументе будет ответ на контраргумент и презентация возникающего синтеза. Некоторые члены группы теории рецепции (в частности, Ганс Роберт Яусс) приблизились к марксистской точке зрения, утверждая, что силы культурной рецепции раскрывают идеологические позиции как автора, так и читателей.

### Рецептивная эстетика
Основная статья: Рецептивная эстетика
Критики, исходившие из впечатления читателя, рассматривают авторский замысел по-разному. В целом они утверждали, что само намерение автора является несущественным и не может быть полностью восстановлено. Однако намерение автора будет формировать текст и ограничивать возможные интерпретации произведения. Впечатление читателя о намерениях автора — это рабочая сила в интерпретации, но действительное намерение автора таковым не является.

### Слабый интенционализм
Слабый интенционализм сочетает интенционализм с положениями из реакции читателя. Марк Бевир в "логике истории идей" рассматривает смыслы как обязательно интенциональные, но предполагает, что соответствующие интенции могут быть как у читателей, так и у авторов. Слабые интенционалисты отдают предпочтение интенциональности, чтобы подчеркнуть, что тексты сами по себе не имеют смысла. Они верят, что смыслы всегда являются смыслами для людей, а именно для соответствующих людей, будь то авторы или читатели.

## В текстуальной критике
Авторский замысел имеет большое практическое значение для некоторых текстологов-критиков. Они известны как интенционалисты и отождествляются со школой мышления Бауэрса-Танселя. Они имеют в качестве одной из своих наиболее важных целей восстановление намерений и замысла автора (общих окончательных намерений и замысла). При подготовке произведения для печати редактор, работающий по принципам, изложенным Фредсоном Бауэрсом и Дж. Томасом Танселлом, попытается построить текст, близкий к окончательным намерениям автора. Для транскрипции и верстки текста авторская интенциональность может считаться первостепенной.
Редактор-интенционалист постоянно исследовал бы документы в поисках следов авторского замысла. С одной стороны, можно утверждать, что автор всегда имеет в виду то, что он пишет, и что в разные моменты времени у одного и того же автора могут быть совершенно разные намерения. С другой стороны, автор может в некоторых случаях написать то, что он или она не намеревались делать. Например, интенционалист будет рассматривать для рецензии следующие случаи:
- В авторской рукописи слово пишется неправильно: обычно предполагается, что это ошибка в намерениях. Редакторские процедуры для работ, разрешенные в «неавторизованных изданиях» (и даже те не всегда свободны в таких решениях), часто предусматривают исправление этих ошибок.
- В авторской рукописи представлено то, что кажется неправильным оформлением текста: предложение оставлено в черновом виде. Предполагается, что автор, возможно, жалел о том, что не начал новый абзац, но не видел этой проблемы до тех пор, пока не перечитал текст.
- Авторская рукопись представляет фактические ошибки.

В том случае, если автор жив, его спросит об этом редактор, который затем будет действовать согласно выраженному автором намерению. В том случаях, если автор уже умер, интенционалист попытается приблизиться к авторскому намерению. Самыми рьяными противниками акцентирования авторского замысла в научном редактировании были Д. Ф. Маккензи и Джером Макганн, сторонники модели, которая объясняет "социальный текст", отслеживая материальные трансформации и воплощения произведений, не отдавая предпочтения одной версии другой.